# Centro Nacional de Conservación y Restauración
El Centro Nacional de Conservación y Restauración (CNCR) es una organización chilena, que tiene como misión promover la conservación del patrimonio cultural del país. Fue creada en 1982 y es una unidad dependiente de la Servicio Nacional del Patrimonio Cultural (SNPC). Presta servicios especializados en investigación, conservación y restauración del patrimonio cultural del país. Su quehacer está dirigido a bibliotecas, archivos y museos, como también a cualquier institución del país que cautele patrimonio cultural.
El Centro dispone de laboratorios de conservación y restauración de papel, pintura, monumentos y arqueología, apoyados por el laboratorio de análisis, la unidad de documentación visual y su biblioteca especializada.

## Funciones
Sus funciones son:
- Ejecutar trabajos de conservación y restauración de bienes culturales muebles e inmuebles.
- Organizar información relativa al patrimonio cultural.
- Otorgar asesorías en conservación y organización de colecciones.
- Realizar capacitación en el área de la conservación y restauración.
- Investigar sobre las técnicas y materiales de los bienes patrimoniales.
- Difundir los trabajos y estudios realizados por el CNCR.